# Метод лестницы
Метод лестницы или лэддеринг — метод опроса, применяемый в маркетинговых исследованиях, один из методов частично стандартизированных качественных опросов. Целью лэддеринга является установление причинно-следственных связей между свойствами (attributes) продукта или бренда, выгодами от использования (consequences) и ценностями (values) потребителей. Например, домохозяйка может покупать дорогой стиральный порошок, чтобы удовлетворить потребность в чистом, опрятном внешнем виде (выгода). Ценностный ориентир, который определяет выбор бренда/продукта — стремление быть образцовой женой и матерью и заслужить таким образом уважение в обществе. Другим мотивом (выгодой) может быть сохранение первоначального цвета белья и потребность модно выглядеть. За последней выгодой стоят уже иные ценностные ориентиры — например, стремление выделиться из общей массы.
Опрос происходит таким образом: интервьюер задает вопрос: «Почему Вы покупаете этот продукт/бренд»? Респондент отвечает, после этого интервьюер задает вопрос: «А почему?», «Почему?» и т. д. Таким образом, постоянно повышается уровень абстракции — отсюда название метода.
Метод основан на теории means-end-chain, разработанной Т.Дж. Рэйнолдсом и Дж. Гутманом.
На основе собранных данных может быть построена Диаграмма связей, отражающая частоту связей между различными свойствами, выгодами и ценностями. Наиболее частые пути соединений могут использоваться, например, для позиционирования брендов.
Проблемой такой процедуры является то, что респонденты могут начать выдумывать причины и пытаться объяснить своё поведение даже в том случае, если на самом деле их решения являются привычными или малоосознанными (например, в случае импульсных, спонтанных покупок). Соответственно, данный метод имеет смысл применять только для товаров с высоким уровнем (рациональной) вовлечённости потребителей.

## Типы свойств продуктов
Различают конкретные (например, запах, цена) и абстрактные (например, качество, дизайн) свойства продуктов.

## Типы выгод
Выгода от использования или полезность товара может быть социально-психологической (хорошо выглядеть в отстиранном белье) или функциональной (порошок хорошо отстирывает, упаковка удобна в использовании).

## Типы ценностей
Все ценности можно разделить на инструментальные (не являются конечной причиной покупки, например, гордость за детей, которые опрятно выглядят) и конечные (например, самореализация как матери).
Данный метод используется в маркетинговых исследованиях, в частности, для анализа имиджа брендов, установления мотивов покупок, сегментации рынков.